# Географічна миля
Географічна миля (англ. geographical mile) — одиниця вимірювання довжини, рівна довжині 1 кутової хвилини дуги вздовж екватора Землі. Для Міжнародного сфероїда 1924 року вона дорівнює 1855,4 м. American Practical Navigator 2017 визначає географічну милю як 6087,08 футів (1855,342 м). Значення значною мірою залежить від вибору моделі еліпсоїда: так, наприклад, довжина екватора за Світовою геодезичною системою WGS 84 складає 40075016,6856 м, і, відповідно, географічна миля — 1855,3248 м, в той час як конвенція IERS (2010 р.) приймає довжину екватора у 40075020,4555 м, що дає значення географічної милі в 1855,3250 м, тобто на 1,2 мм більше. В усякому разі, незалежно від моделі, значення довжини градуса довготи на екваторі складає рівно 60 географічних миль.
Оскільки Земля за формою є дещо приплюснутою сферою, довжина екватора на 0,168 % більша за довжину меридіана. Відповідно географічна миля дещо довша за морську, яка історично визначалася через довжину кола, проведеного через обидва полюси; одна географічна миля становить приблизно 1,00178 морських миль.